# Prunus pleiocerasus
Prunus pleiocerasus es una especie de planta del género Prunus, perteneciente a la familia Rosaceae.

## Taxonomía
Prunus pleiocerasus fue descrita por Bernhard Adalbert Emil Koehne en 1912.

## Distribución
Se encuentra en el territorio centro-sur de China.